# Paroster
Paroster is een geslacht van kevers uit de familie  waterroofkevers (Dytiscidae).
Het geslacht is voor het eerst wetenschappelijk beschreven in 1882 door Sharp.

## Soorten
Het geslacht omvat de volgende soorten:
- Paroster couragei Watts, 1978
- Paroster gibbi Watts, 1978
- Paroster insculptilis (Clark, 1862)
- Paroster michaelseni Régimbart, 1908
- Paroster niger Watts, 1978
- Paroster nigroadumbratus (Clark, 1862)
- Paroster pallescens Sharp, 1882
- Paroster sharpi Watts, 1978
- Paroster thapsinus (Guignot, 1955)